# Tekla Torbrink
Tekla Jenny Linnea Torbrink, född 23 augusti 1901 i Hälleberga församling, Kalmar län, död 20 november 1994 i Kalmar, var en svensk riksdagspolitiker (s).
Torbrink, till yrket barnavårdsarbetare, var som politiker ledamot av riksdagens andra kammare 1949-1968 i Kalmar läns valkrets. Hon var även nämndeman och landstingsledamot.